# Acido 4-amminosalicilico
L'acido p-amminosalicilico è un derivato dell'acido benzoico come i sulfamidici. Ha attività come antimicobatterico. Utilizzato come farmaco di seconda scelta per il trattamento della tubercolosi, solitamente in associazione con altri farmaci.

## Meccanismo d'azione
Analogo a quello dei sulfamidici. Funge da antimetabolita del acido para-aminobenzoico (PABA) nei confronti dell'enzima batterico della diidropteroato sintetasi, enzima fondamentale per la sintesi del tetraidrofolato.

## Effetti collaterali
Analogamente ai sulfamidici la sua metabolizzazione causa la formazione di metabolita molto poco solubili e che quindi precipitano nelle urine (cristalluria).

## Proprietà
Pochissimo solubile in acqua, solubile in alcool etilico 95°, negli idrossidi e nei carbonati alcalini, poco solubile in etere etilico.

## Reattività
- Il cloridrato corrispondente si ottiene da una soluzione di partenza dell'acido 4-amminosalicilico in etere etilico a cui si aggiunge acido cloridrico in soluzione alcolica. Il precipitato è lavato e ricristallizzato in alcool etilico assoluto. (Punto di fusione 226-230 °C).
- Se ad una soluzione acquosa si aggiungono poche gocce di una soluzione di cloruro ferrico, si ottiene colorazione rosso vino intensa.